# Jay Emmanuel-Thomas
Jay Emmanuel-Thomas, né le 27 décembre 1990 à Londres, est un footballeur anglais qui évolue au poste d'attaquant. Il est actuellement libre de tout contrat.

## Biographie
Emmanuel-Thomas est né le 27 décembre 1990 à Forest Gate dans l'est de Londres (Newham), d'une mère originaire de Sainte-Lucie et d'un père originaire de Dominique.

### Arsenal
Il est repéré par un recruteur des Gunners à l'âge de 7 ans, et rejoint le centre de formation d'Arsenal.

### Cardiff City
Le 18 janvier 2010, il est prêté jusqu'à la fin de la saison à Cardiff City. Il dispute son premier match quatre jours plus tard à l'occasion de la réception de Watford (victoire de Cardiff 4-2). Au total, sur la saison 2010-2011, il joue 20 matchs et inscrit 2 buts.

### Ipswich Town
Au début de la saison suivante, Emmanuel-Thomas est transféré à Ipswich Town pour une durée de trois ans.

### Bristol City et après
Le 8 juillet 2013, il rejoint Bristol City.
Le 1er février 2016, il est prêté à MK Dons.
Le 30 septembre 2020, il rejoint Livingston.

## Statistiques
| Saison    | Club         | Pays           | Championnat        | Coupes nationales | Coupes continentales |
| --------- | ------------ | -------------- | ------------------ | ----------------- | -------------------- |
| 2009-2010 | Blackpool    | Championship   | 11 matchs / 1 but  | 1 match           | -                    |
| 2009-2010 | Arsenal      | Premier League | -                  | 1 match           | -                    |
| 2009-2010 | Doncaster    | Championship   | 14 matchs / 5 buts | -                 | -                    |
| 2010-2011 | Arsenal      | Premier League | 1 match            | 2 matchs          | 1 match              |
| 2010-2011 | Cardiff City | Championship   | 14 matchs / 2 buts | 2 matchs          | -                    |
| 2011-2012 | Ipswich Town | Championship   | 42 matchs / 6 buts | 2 matchs / 1 but  | -                    |
| 2012-2013 | Ipswich Town | Championship   | 29 matchs / 2 buts | 3 matchs          | -                    |
| 2013-2014 | Bristol City | League One     | 7 matchs / 4 buts  | 3 matchs / 1 but  | -                    |

Dernière mise à jour le 28 octobre 2013

## Palmarès

### En club
- Bristol City
  - Vainqueur du Football League Trophy en 2015
  - Champion d'Angleterre de D3 en 2015.

- Livingston
  - Finaliste de la Coupe de la Ligue écossaise en 2021